# Luc Blondel
Luc Blondel est un footballeur français, né le 25 mars 1956 à Saint-Aignan (Loir-et-Cher), qui jouait au poste de défenseur du milieu des années 1970 jusqu'au milieu des années 1990.

## Biographie
Formé au SC Abbeville, il débute avec l'équipe première en amateur, avant de monter en Division 2 en 1980.
Son principal fait d'armes est de tenir tête au Paris Saint-Germain le 12 mars 1983, lors du 1/16e de finale de Coupe de France, où Abbeville gagne le match retour 1-0 au stade Paul-Delique, après avoir perdu 2-0 à l'aller au Parc des Princes.
Il dispute un total de 69 matchs en Division 2 entre 1980 et 1985.

## Carrière
- 1975-1985 :  : SC Abbeville (CFA - DH - CFA2 - CFA - D2)
- 1985-1991 :  : ES Aumale (Régional)
- 1991-1992 :  : Mers-les-Bains AC (Régional)
- 1992-1993 :  : FC Saint-Valery-sur-Somme (Régional)
- 1993-1996 :  : SC Abbeville (Régional, réserve)